# Aartsbisdom Albi

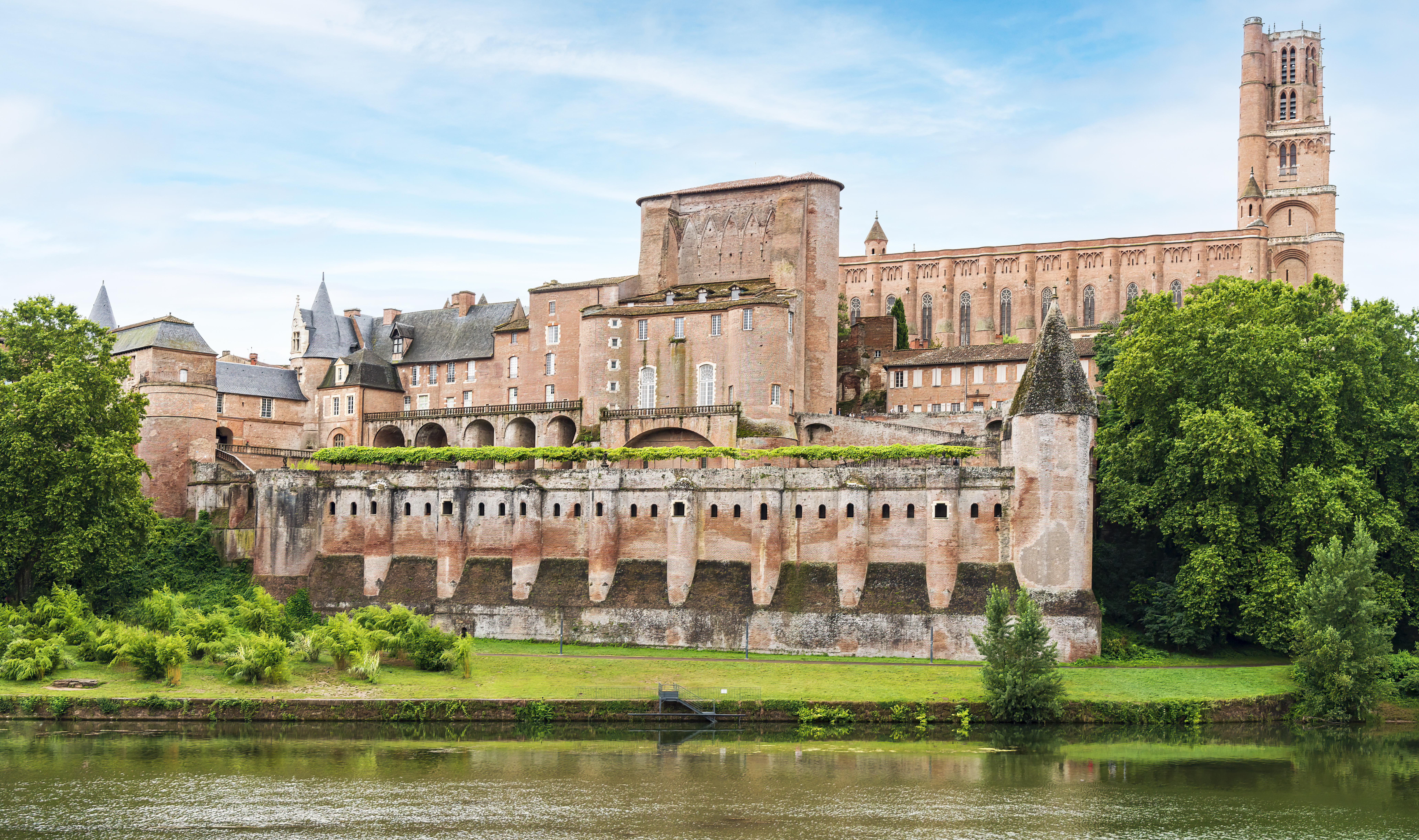
Voormalig bisschoppelijk paleis en, rechts, de kathedraal van Albi

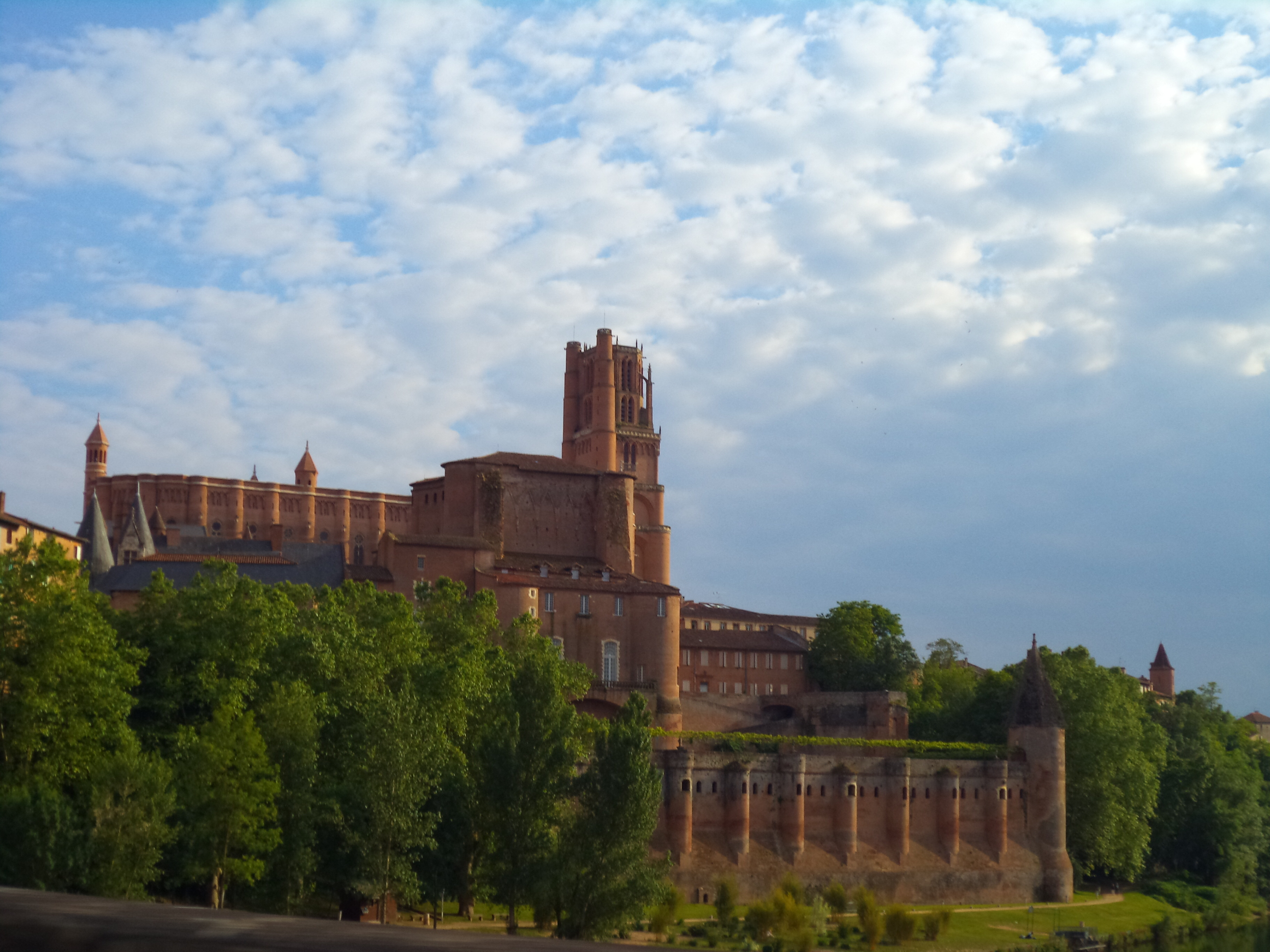
Bisschoppelijke "stad" binnen de stad

Het Aartsbisdom Albi, voluit aartsbisdom Albi, Castres en Lavaur (Latijn: Archidioecesis Albiensis-Castrensis-Vauriensis, Frans: Archidiocèse d'Albi, Castres et Lavaur) is een rooms-katholiek aartsbisdom in Zuid-Frankrijk. Het grondgebied is deze van het departement Tarn en de bisschopszetel is de stad Albi, aan de rivier Tarn, met als bisschopskerk de Sint-Ceciliakathedraal. Sint-Cecilia is bovendien de patroonheilige van het bisdom.
Het bisdom Albi bestaat sinds de 3e eeuw en is een aartsbisdom geworden meer dan duizend jaar later, in 1678. Albi had een eigen kerkprovincie met suffragane bisdommen verspreid in de Languedoc, doch verloor dit alles in 2002. Paus Johannes-Paulus II besliste dat Albi weliswaar een aartsbisdom mocht blijven doch als suffragaan bisdom van de aartsbisschoppen van Toulouse.

## Geschiedenis

### Gallo-Romeins
In de 3e eeuw werd het bisdom Albi opgericht, wat nog plaatsvond voor de vrijgave van het christendom in het Romeinse Keizerrijk door het Edict van Milaan (313). Albi behoorde toen de provincie Gallia Aquitania. De eerste bisschop zou de heilige Clair (Latijn: Clarus) geweest zijn over wie eigenlijk niets bekend is. Over de opeenvolging van de eerste bisschoppen van Albi is er grote onzekerheid. Reeds tijdens het Romeins tijdperk kwam Albi onder bestuur van het Visigotisch Rijk met als hoofdplaats Toulouse (Latijn: Tolosa).

### Middeleeuwen
Door de onzekere toestanden door achtereenvolgens Visigoten, Franken en Arabieren werd de bisschop van Albi de feitelijke bestuurder van de stad Albi. Daarnaast waren er de (burg)graven van Albi, die leenman van de graven van Toulouse waren. Albi werd zwaar getroffen door de Albigenzische kruistochten in de 13e eeuw, waarbij de kerkelijke Inquisitie aan de katharen ook de naam gaf van volgelingen van de leer gepredikt in Albi of Albigenzen. De bisschoppen van Albi en de clerus van de katholieke kerk trokken partij voor de Franse koning en dit tegen de kathaarse bevolking in de eigen streek van de Languedoc. Vandaar is het bisschoppelijk paleis een burcht als militaire bescherming van de Inquisitie. Na het verdrag van Meaux (1229) ging het burggraafschap Albi over naar de Franse kroon; de bisschop van Albi bleef evenwel bestuurder van de stad Albi. In 1317 verloor het bisdom Albi het grondgebied van Castres, op bevel van paus Johannes XXII in Avignon. Deze laatste moeide zich met het graafschap Toulouse en maakte een nieuw bisdom Castres, los van Albi.

### Nieuwe Tijd
In 1678 beslisten koning Lodewijk XIV en paus Innocentius XI dat het bisdom Albi verheven werd tot aartsbisdom met eigen suffragane bisdommen in de nieuwe kerkprovincie Albi. Deze bisdommen werden afgescheurd van de kerkprovincie van het aartsbisdom Bourges. Albi moest wel een forse schadevergoeding betalen aan Bourges voor deze promotie. De eerste aartsbisschop was de Italiaan Serroni, in diplomatieke dienst voor de Franse koning. Kort nadien werden Albi en andere steden van de Languedoc geteisterd door de dragonnades, waarbij koninklijke troepen de Hugenoten verjoegen.

### Nieuwste Tijd
Na de Franse Revolutie werd het aartsbisdom Albi afgeschaft (1801). In 1822 werd het aartsbisdom Albi heropgericht, waarbij het grondgebied van de voormalige bisdommen Castres en Lavaur toegevoegd werd. Dit verscheen ook in de drieledige naam van het aartsbisdom, honderd jaar later, in 1922. In 2002 verloor het aartsbisdom Albi haar kerkprovincie en ging zijzelf over naar de kerkprovincie Toulouse.

## Enkele bisschoppen
- Clair of Clarus, eerste bisschop 3e eeuw
- Salvius, 6e eeuw
- Miro, 10e eeuw, betrokken bij de bouw van de Sint-Salviuskerk in Albi
- Giulio de Medici, bisschop van Albi van 1513-1515, de latere paus Clemens VII
- Antoine Duprat, 16e eeuw
- Jan van Lotharingen-Guise, 16e eeuw
- Hyacinthe Serroni, eerste aartsbisschop 17e eeuw
- Henri de Nesmond, 17e eeuw
- Eudoxe Mignot, 19e eeuw, modernist
- Robert Coffy, 20e eeuw

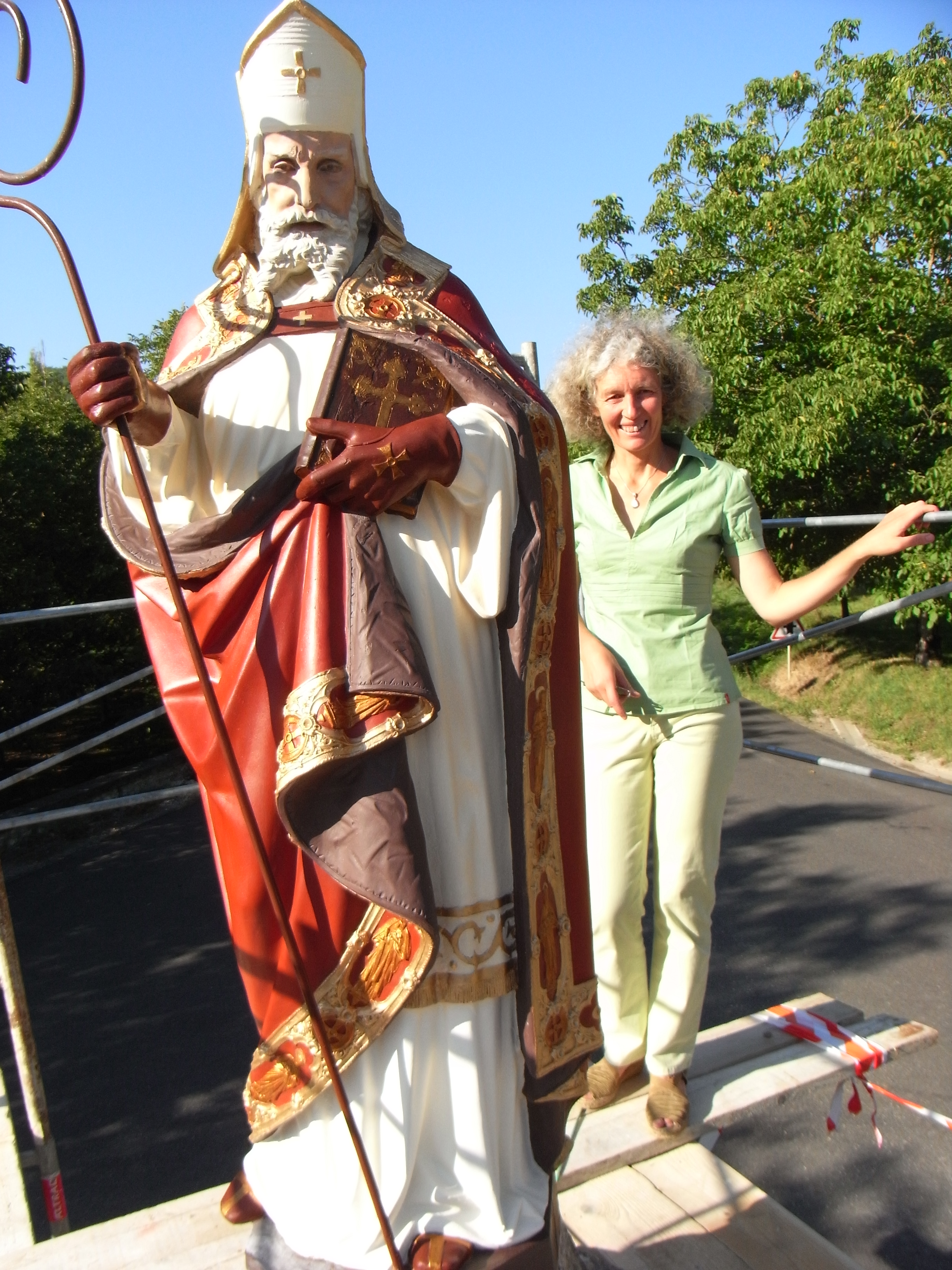
Heilige Clair, volgens traditie eerste bisschop van Albi
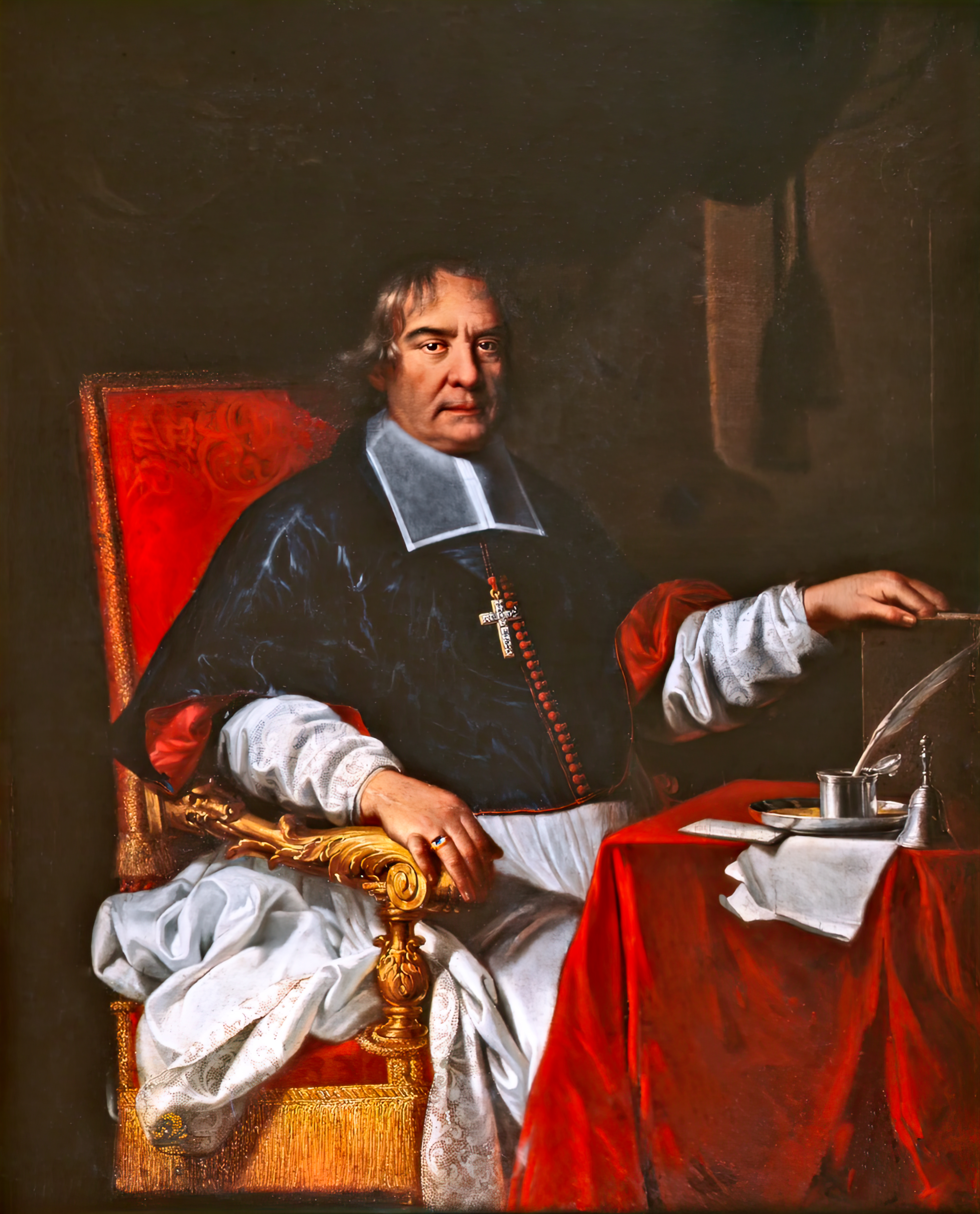
Hyacinthe Serroni, eerste aartsbisschop van Albi (17e eeuw)

## Heiligen
Het aartsbisdom kent verschillende beschermheiligen, waaronder ook Émilie de Vialar, die er zelf ook geboren is.